# La recette de l'amour
La recette de l'amour (El amor no tiene receta) est une telenovela mexicaine produite par Televisa et diffusée entre le 19 février 2024 et le 28 juin 2024 sur Las Estrellas,.
En France d'outre-mer, elle sera diffusée bientôt sur le réseau Outre-mer La Première.

## Synopsis
Paz (Claudia Martín), une femme modeste, vit avec la douleur d’avoir perdu son bébé, enlevé six ans plus tôt. Son destin bascule lorsqu’elle entre au service d’Esteban (Daniel Elbittar), un veuf avec trois enfants. Peu à peu, son nouveau quotidien la rapproche de sa fille disparue et de celle qui lui a volé son droit d’être mère.
Un parcours de résilience, de vérités révélées et de secondes chances, où l’amour maternel triomphe et où l’espoir d’aimer à nouveau renaît.

## Fiche technique
- Titre original : El amor no tiene receta
- Titre français : La recette de l'amour
- Création : Pablo Ferrer García-Travesí et Santiago Pineda Aliseda
- Réalisation : Eric Morales, Bonnie Cartas et Carlos Alcázar
- Scénario : Hugo Moreno Cano, Martha Jurado, Marisela Rodríguez, Juan Osorio, Claudia Vázquez, Lilian Gatica et Eduardo Rubio
- Musique : J. Eduardo Murguía, Mauricio L. Arriaga, Miguel Mendoza Vallejo, Enrique Pérez et Alfredo Gudiño
- Production : Ignacio Ortíz Castillo
  - Production exécutive : Juan Osorio
- Société de production : Televisa
- Société de distribution : Televisa Internacional

- Pays :   Mexique
- Langue : espagnol
- Format : Couleur - HDTV 1080i - 16/9 - Son stéréophonique
- Genre : telenovela
- Durée : 60 minutes
- Dates de première diffusion :
  - Mexique : 19 février 2024 sur Las Estrellas
  - France : sur le réseau Outre-mer La Première

## Distribution
- Claudia Martín : Paz Roble Ruiz
- Daniel Elbittar : Esteban Villa de Cortés
- Altaír Jarabo : Ginebra Nicoliti
- Azela Robinson : Elvira Moncada
- Beatriz Moreno : Guadalupe «Lupita» Ruiz
- Jesús Moré : Humberto Villa de Cortés[3]
- Juan Carlos Barreto : Porfirio Villa de Cortés
- Isabella Tena : Gala Villa de Cortés Moncada
  - Abril Tabayas : Gala (jeune)
- Luz Ramos : Mireya Roble Ruiz
- Tiago Correa : Mauro Nicoliti
- Mía Fabri :  Samara «Sam» Barral Nicoliti
- Nicola Porcella : Kenzo Figueroa
- Hugo Catalán : Fermín Juárez
- Raúl Coronado : Fobo Arredondo
- Liz Gallardo : Filipa Guerra Alvarado
- Ignacio Ortiz : Castro
- Sofía Olea : la Dra. Mónica Manzano
- Coco Máxima : Nandy Galdeano
- Mauricio Pimentel : El Rubio
- Fernanda Valenzuela : Karla León
- Jaime Maqueo : Bosco Villa de Cortés Moncada
  - Leo Herrera : Bosco (jeune)
- Regina Villaverde :  Gema
- Emilio Caballero : Salomón «Salo» Roble Ruiz
- Santiago Emiliano : Pedro Pablo «Pepa» Roble Ruiz
- Andrés Vázquez : Jerónimo «Jero» Figueroa Guerra
- Absel Ramsés : Gorila
- Antonia Mayer : Giovanna Belmont
- Sebastián Guevara : Eder Villa de Cortés Moncada
  - Alexander Elbittar : Eder (jeune)
- Héctor Salas : Sandro Figueroa Guerra
- Mariano Soria : Monito
- Sabrina Seara : Berenice Moncada[4]
- Harry Geithner : Elías Barral
- Ana Jimena Villanueva : Nora
- Guillermo García Cantu : Ramses Torrenegro

## Production

### Développement
En août 2023, la télénovela a été annoncée sous le titre provisoire « Un amor sin receta ». La production a commencé le tournage le 14 novembre 2023.

### Casting
En août 2023, Wendy Guevara et Nicola Porcella ont été annoncés comme faisant partie de la distribution. Le 20 septembre 2023, Claudia Martín et Daniel Elbittar ont été confirmés dans les rôles principaux, aux côtés d'Azela Robinson, Altaír Jarabo et Beatriz Moreno. Le 2 octobre 2023, Isabella Tena et Andrés Vázquez ont rejoint le casting. Le 17 octobre 2023, Coco Máxima a été choisie pour remplacer Wendy Guevara, cette dernière n'ayant pas pu participer à la télénovela en raison d'autres engagements,.

## Diffusion
- Las Estrellas (2024)
- Univision (2024)
- Outre-mer La Première (2025)